# Sleutelbloemvlinder
De sleutelbloemvlinder (Hamearis lucina) is een dagvlinder uit de familie prachtvlinders (Riodinidae).

## Kenmerken
De lengte van de vleugel is ongeveer 17 millimeter; hij is aan de bovenzijde bedekt met oranje vlekken, terwijl aan de onderkant vooral witte opvallen.

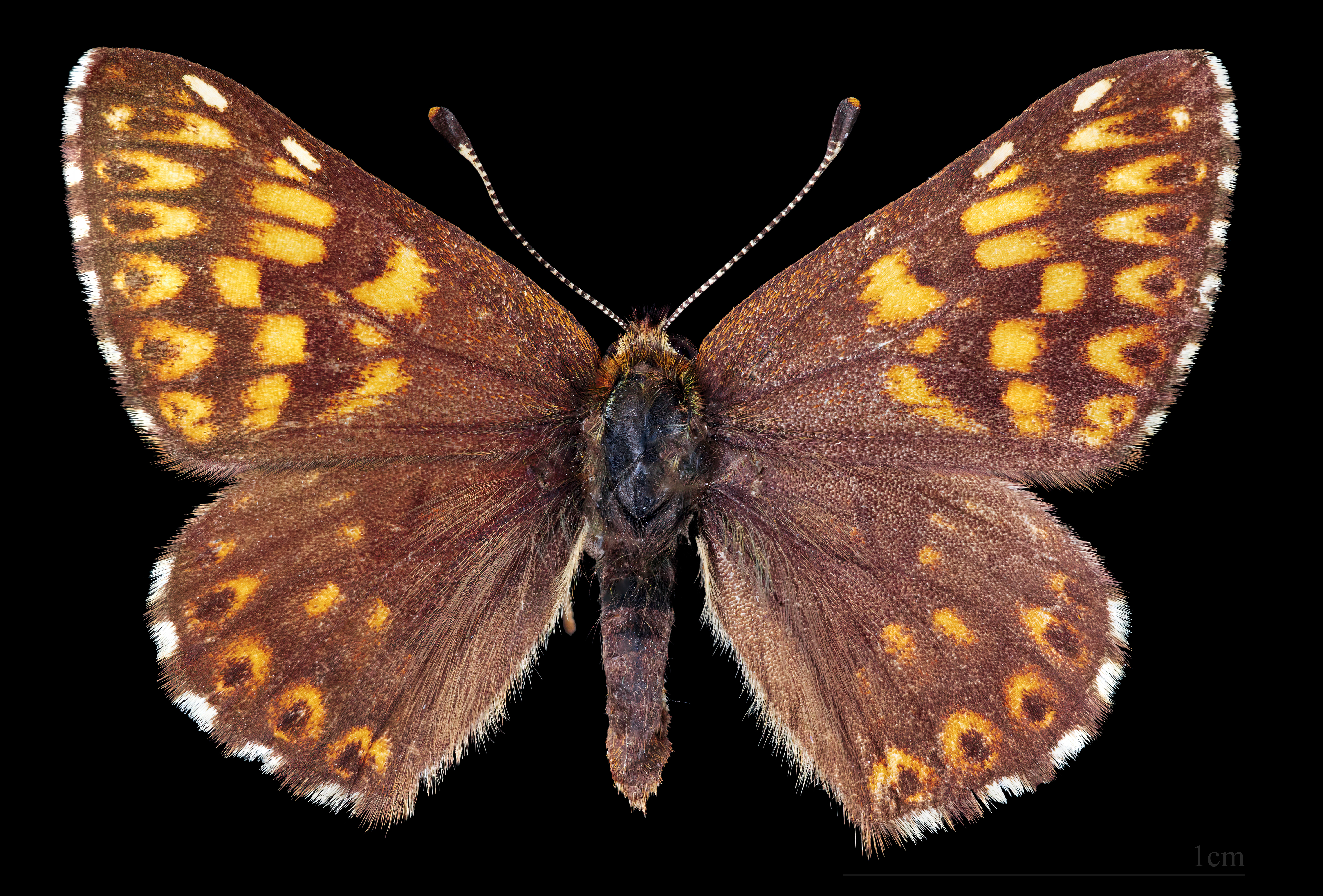
Hamearis lucina ♂
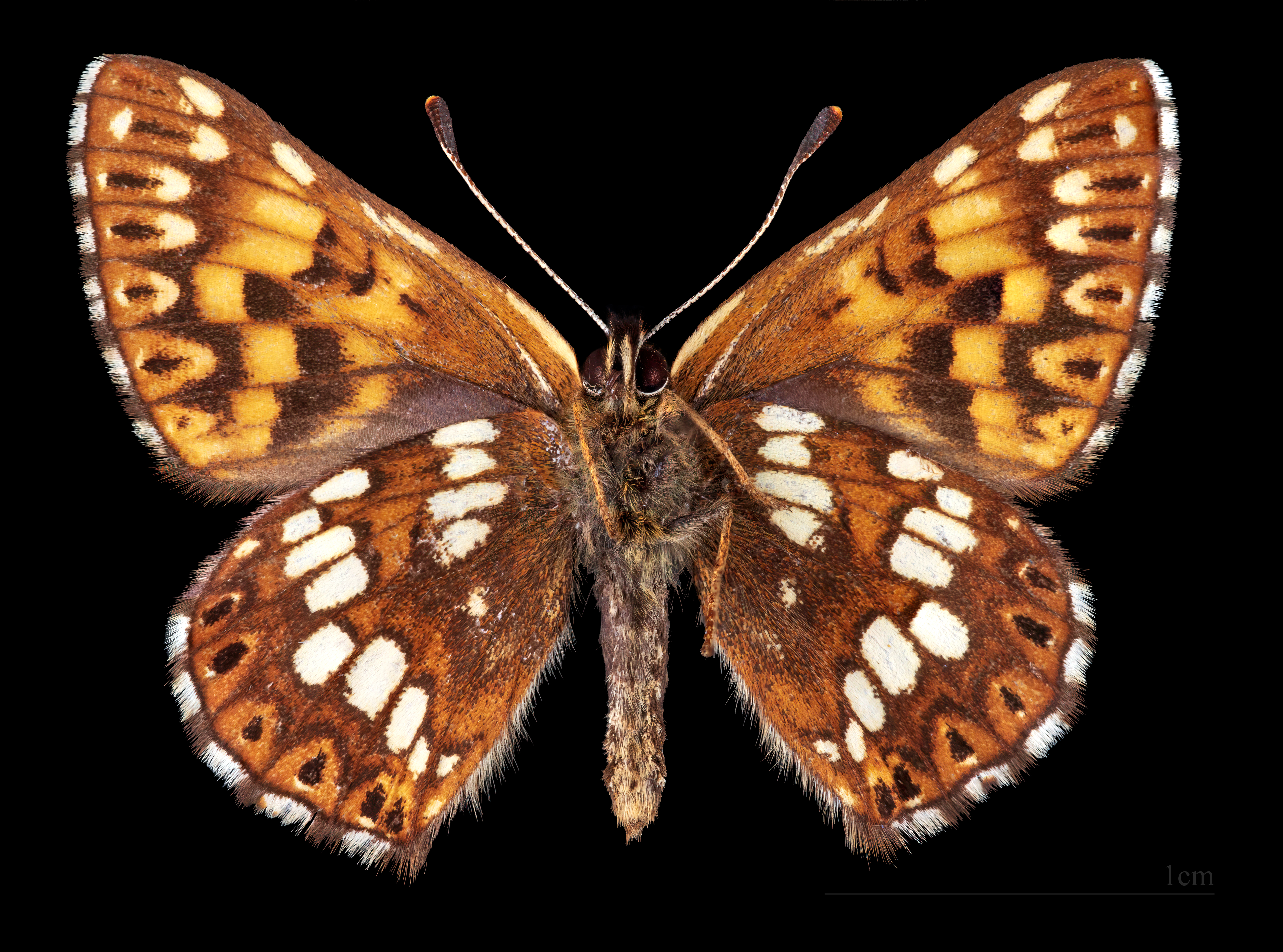
Hamearis lucina ♂   △
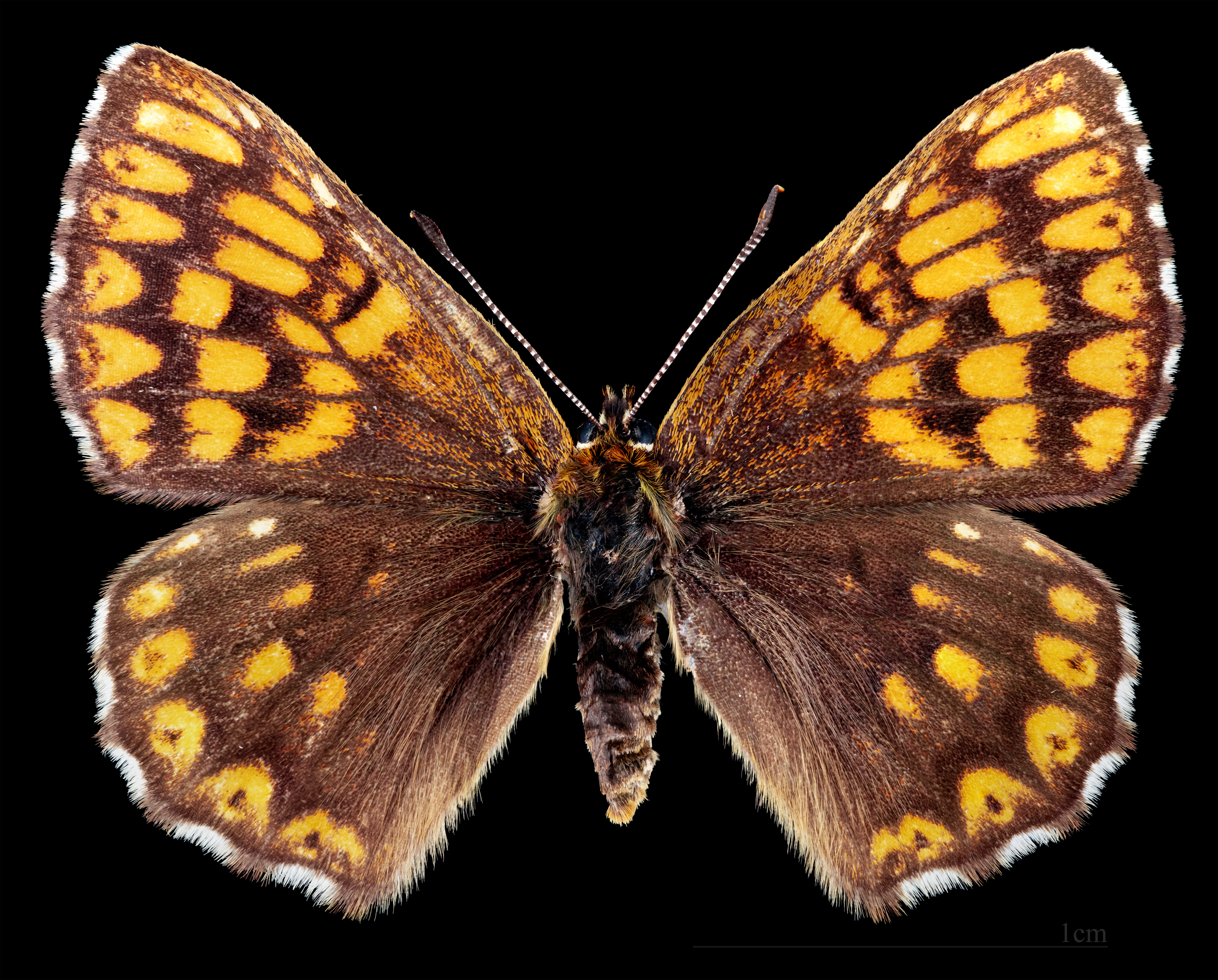
Hamearis lucina ♀

## Verspreiding en leefgebied
De vlinder komt in grote delen van Europa voor op graslanden en in bosrijke gebieden. De vliegtijd is van begin mei tot eind juni maar soms tot september.
In België komt de soort voor in de Ardennen, hij staat daar als kwetsbaar te boek. In Nederland wordt de vlinder een enkele maal als dwaalgast gezien.

## De rups en zijn waardplanten
De waardplanten zijn verschillende soorten uit de sleutelbloemfamilie.

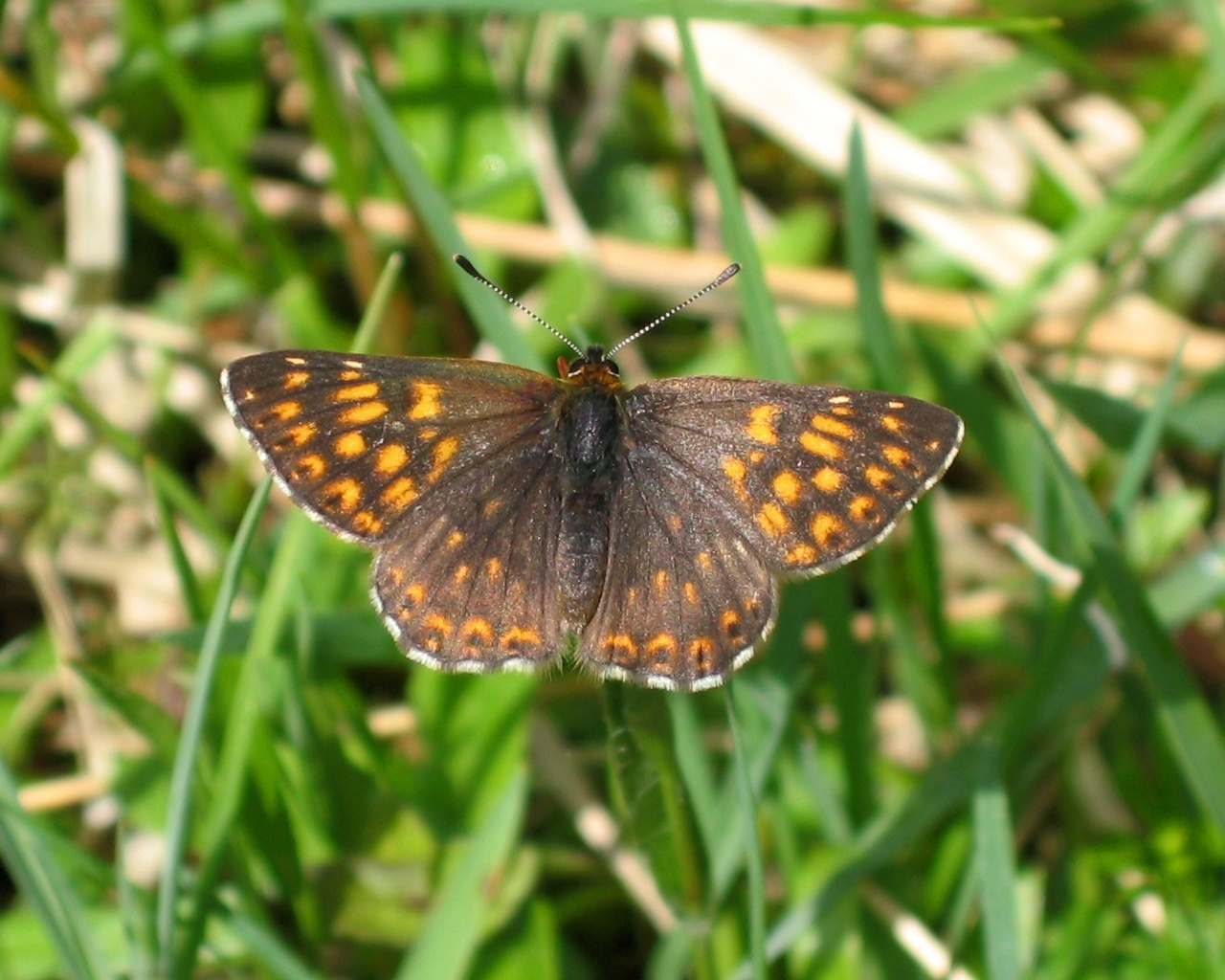
Hamearis lucina